# 雷震远

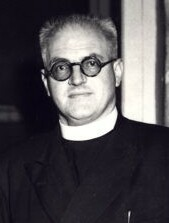
雷震遠神父

雷震远（Raymond J. de Jaegher，1905年—1980年），比利时天主教神父。

## 生平
出生于比利时韦尔维耶，入盧芳神學院修讀神學碩士。
1930年前後來華，经雷鸣远神父介绍，来到中国，在河北安国教区王增义（ 1937-1951）主教及方神父手下任神父。
抗戰爆發後一度代理安國縣縣長。在抗日战争中，安国成为中共解放区后，他与中共實際接触對談，尤其是与中共在當地解放區領袖呂正操接触后，亲眼目睹了一些中國共產黨暴力革命行為。1943年被日軍逮捕後囚於山東濰縣集中營。
抗戰後仍在華北傳教。1946年7月，黎培里指示并资助雷震远神父在北平组织建立了“公教青年报国团”（又称民众自卫团、民众建国协进会）武装组织，参加国民党的国共内战，雷震远担任团总指挥，姚光远与任佩泽为副主任，刁化仁为秘书长。最初设立山东和察哈尔两个分团，后增设河北、绥远、山西分团，各分团设主任、指导司铎和书记等职务，分团以下设工作队。有石家庄、保定、涿县、天津、泊头、通县、芦台、束鹿、宣化、唐山以及山西太原11个情报站。河北分团最初有北平、天津、保定、石家庄、唐山、涿县六个工作队。察哈尔分团于1946年末由王若鹏负责，另名察哈尔省民众建国协进会，成员分布于境内各县。1948年6月，报国团受傅作义的华北剿匪总部政工处指挥，民众自卫团改名为“青年救民戡乱先锋队”，河北和察哈尔分团改编为第一、第二两个大队，各分团所属工作队改编为中队，第一大队由刁化仁担任大队长，下设北平、落垡、天津、唐山、保定、涿县、石家庄、藁城八个中队。北京教区王章神父担任落垡中队长，组织了宝坻、武清境内教友百余人，成立还乡团。在石家庄由骆毅宾负责组建了“石家庄公教队”武装组织。据守石家庄的国民革命军第三军（属于胡宗南系）军长罗历戎将雷震远的冀中天主教区教徒改编为一个天主教野战营（也称“卫教野战营”或“公教野战营”、“石门区人民自卫大队”）约500人，直接归第三军军部参谋处指挥。由于抗战时期雷明远把晋南天主教区的医护人员器材全部投入第三军野战医院，结下了战斗情谊，因此雷震远也深得第三军信任。该天主教营主要担任冀中情报工作，如1948年傅作义派遣卾友三部骑兵发动的冀中穿心战。1948年底，河北彻底解放，公教报国团成员退守北平，于1948年12月25日召开会议，决定彻底地下工作化，设1个联络处。
1949年雷震远赴美國。1952年他写了一本书《内在的敌人》（The Enemy Within: An Eyewitness Account of the Communist Conquest of China），回忆他在中国的经历，表示对暴力革命的强烈不满。1955年後任南越吳廷琰政權顧問。1963年經台灣回美國。1980年2月6日在紐約病故。

## 外部連結
- 收藏的《内在的敌人》

- 唐子：讀《內在的敵人》有感 （页面存档备份，存于）